# Sophus Lie
Marius Sophus Lie (født 17. december 1842 i Nordfjordeid, død 18. februar 1899) var en norsk matematiker og er sammen med Abel den matematiker, der har betydet mest for norsk matematikhistorie. Han var fætter til Lars Johannes Lie.
Lie grundlagde på egen hånd en ny matematisk disciplin, transformationsgruppeteorien. Denne disciplin går i dag under navnet "teorien for Liegrupper" og er et vigtigt redskab for moderne fysik. Lies algebra bliver brugt til at klassificere elementarpartikler og spiller desuden en vigtig rolle i kvantemekanikken. Lie var højt anset i resten af Europa. I 1886 blev han udnævnt til professor ved matematisk institut i Leipzig, og han arbejdede yderligere i Berlin, Paris og i Göttingen. I sit sidste leveår blev han professor ved Universitetet i Kristiania.